# Rema tetraspila
Rema tetraspila är en fjärilsart som beskrevs av Walker 1865. Rema tetraspila ingår i släktet Rema och familjen nattflyn. Inga underarter finns listade.